# Polypodium dulce
Polypodium dulce là một loài thực vật có mạch trong họ Polypodiaceae. Loài này được Poir. miêu tả khoa học đầu tiên năm 1804.